# Ährige Teufelskralle
Die Ährige Teufelskralle (Phyteuma spicatum), auch Weiße Teufelskralle oder Ährige Rapunzel genannt, ist eine Pflanzenart aus der Gattung der Teufelskrallen (Phyteuma) in der Familie der Glockenblumengewächse (Campanulaceae). 

## Beschreibung

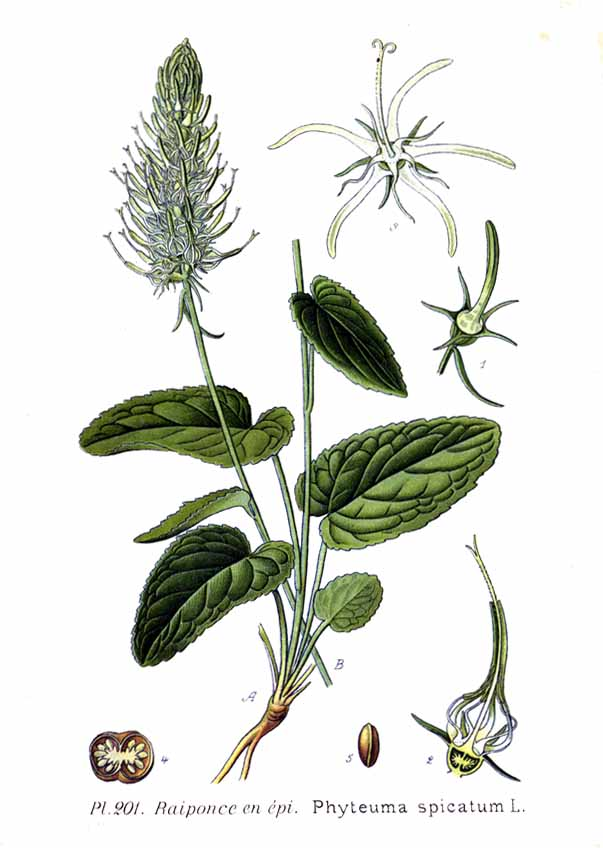
Illustration

### Vegetative Merkmale
Die Ährige Teufelskralle ist eine ausdauernde krautige Pflanze und erreicht Wuchshöhen von 30 bis 80 Zentimetern. Der aufrechte Stängel ist kahl. Die oft dunkel gefleckte Blattspreite der langgestielten Grundblätter ist eiförmig und stumpf, mit tief herzförmigem Spreitengrund und kerbig gesägten Blattrand. Die Grundblätter sind zur Blütezeit noch vorhanden. Die Blattspreite der mittleren und oberen Stängelblätter ist gut entwickelt.

### Generative Merkmale
Die Blütezeit reicht von Mai bis August. Der dichte, erst eiförmige bis kugelige, später zylindrisch ährige Blütenstand kann 6 bis 20 Zentimeter lang werden. Die Tragblätter sind linealisch und meist nicht länger als die Breite des Blütenstandes. Die zwittrigen Blüten sind fünfzählig. Die Blütenkronblätter sind verwachsen. Die Krone ist grünlich bis gelblichweiß. In der Knospe ist sie etwas gebogen. Es sind zwei Narben vorhanden.
Die zweifächrige Kapselfrucht öffnet sich am oberen Ende mit zwei Poren. Die winzigen Samen sind 1,0 bis 1,4 Millimeter lang und nur 0,16 mg schwer. 
Die Chromosomenzahl beträgt 2n = 22.

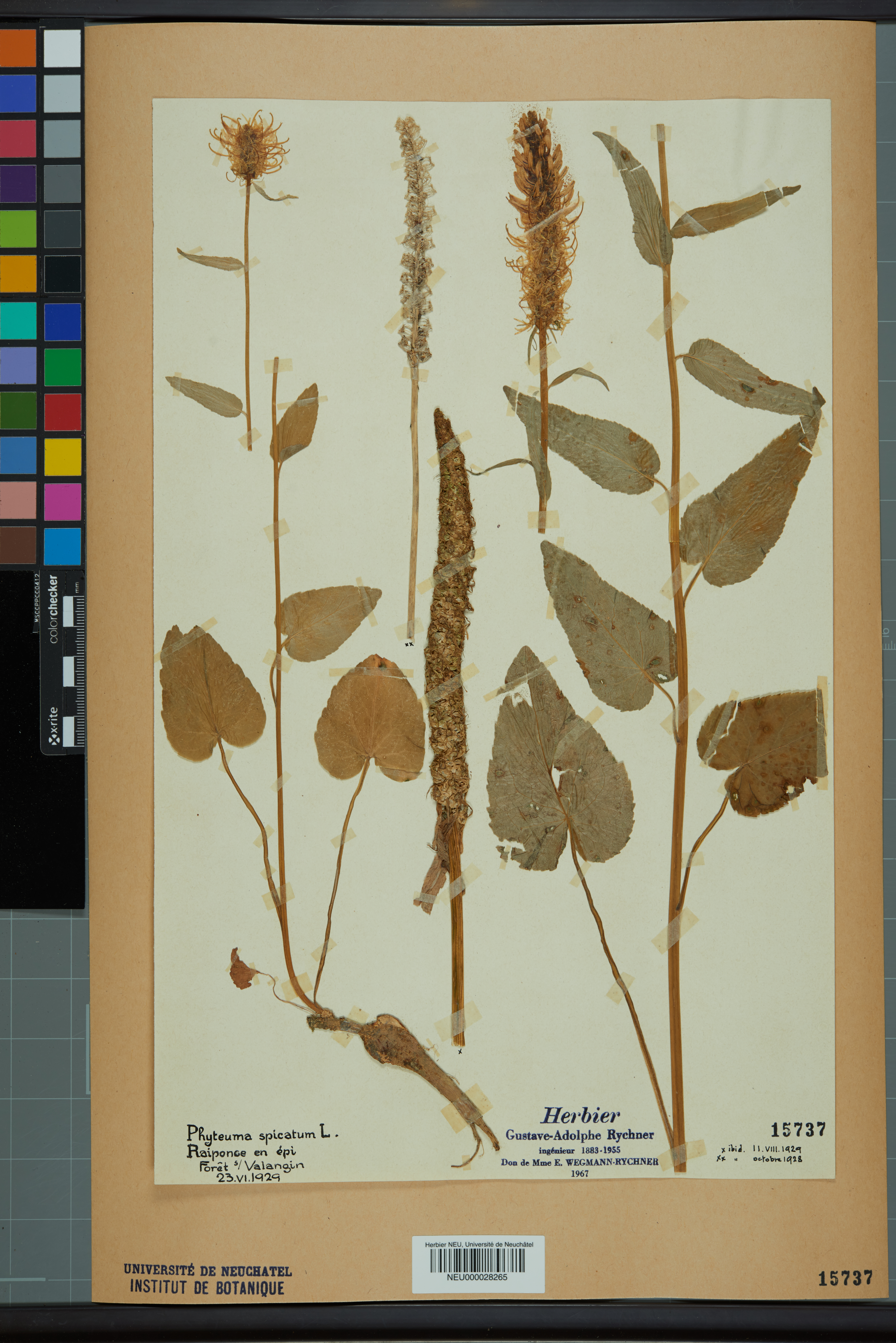
Herbarbeleg

## Ökologie
Die Ährige Teufelskralle ist ein Hemikryptophyt und eine Halbrosettenpflanze mit fleischig verdickter Rübe. Ihre Erneuerungsknospen befinden sich am knolligen Wurzelhals. Vegetative Vermehrung erfolgt durch Wurzelsprosse.
Blütenökologisch handelt es sich um den „Körbchenblumentyp“, wenn auch in diesem Fall die Blütenachse verlängert ist. Die Blüten sind vormännlich; die Kronröhre reißt mit fünf Längsrissen von oben nach unten auf. Wenn nur noch die Spitzen der Kronblätter verbunden sind, drücken diese die Staubbeutel an die Griffelbürste, wo der Pollen entleert wird. Erst nach völliger Trennung der Kronblätter entfalten sich auch die Narbenäste. Bestäuber sind Bienen, Falter und Käfer. Zuweilen erfolgt auch Selbstbestäubung. 
Die Ährige Teufelskralle ist ein Wind- und Tierstreuer, wobei die dürren Griffel als Widerhaken dienen. Fruchtreife ist von Juli bis August. Die Samen sind Licht- und Kältekeimer. Die Keimung ist epigäisch d. h. die Keimblätter entfalten sich über dem Erdboden.
Die Ährige Teufelskralle wird von den Rostpilzen Uromyces caricis-sempervirentis, Uromyces phyteumatum und Coleosporium campanulae befallen.

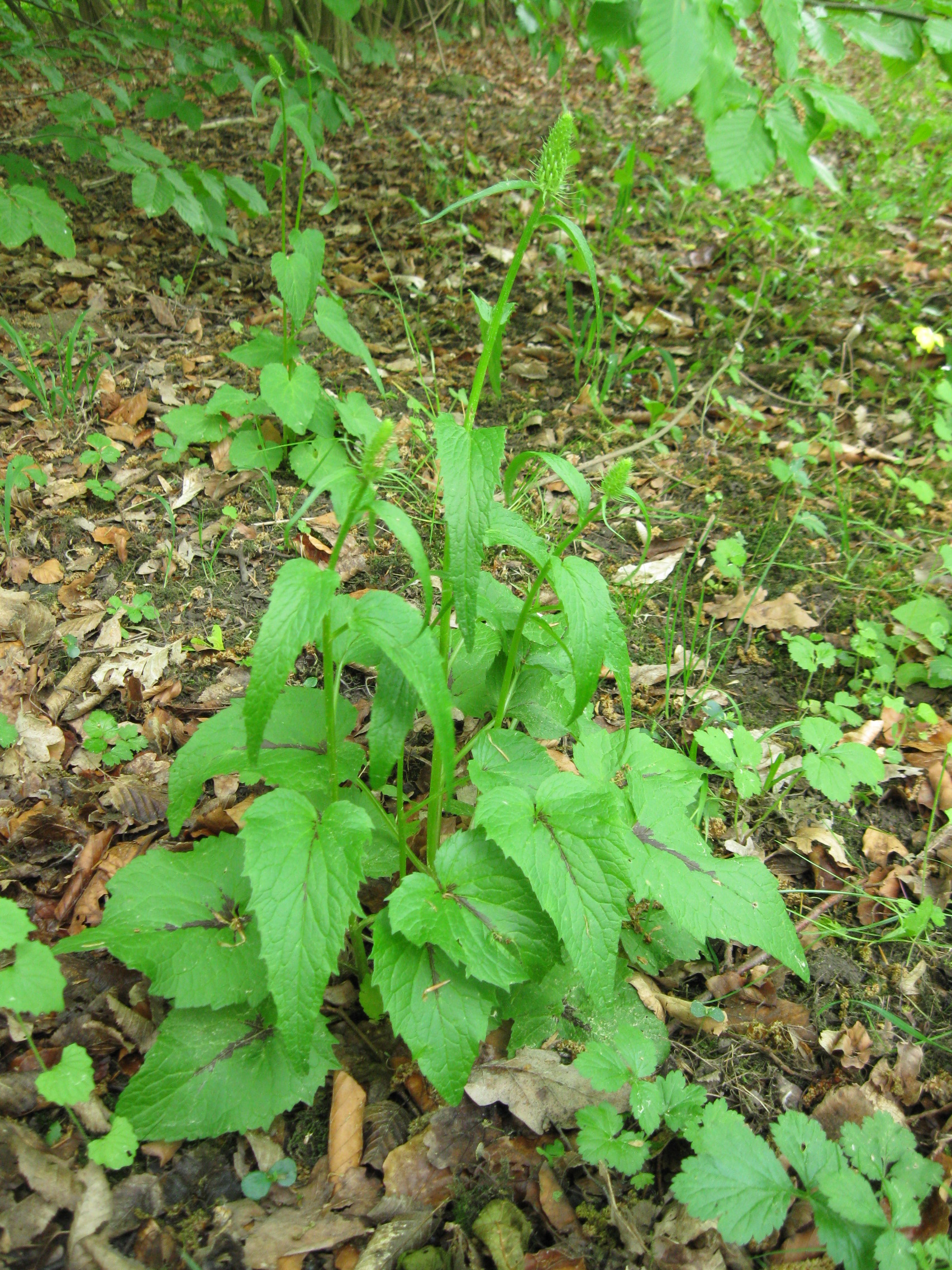
Junge Pflanze
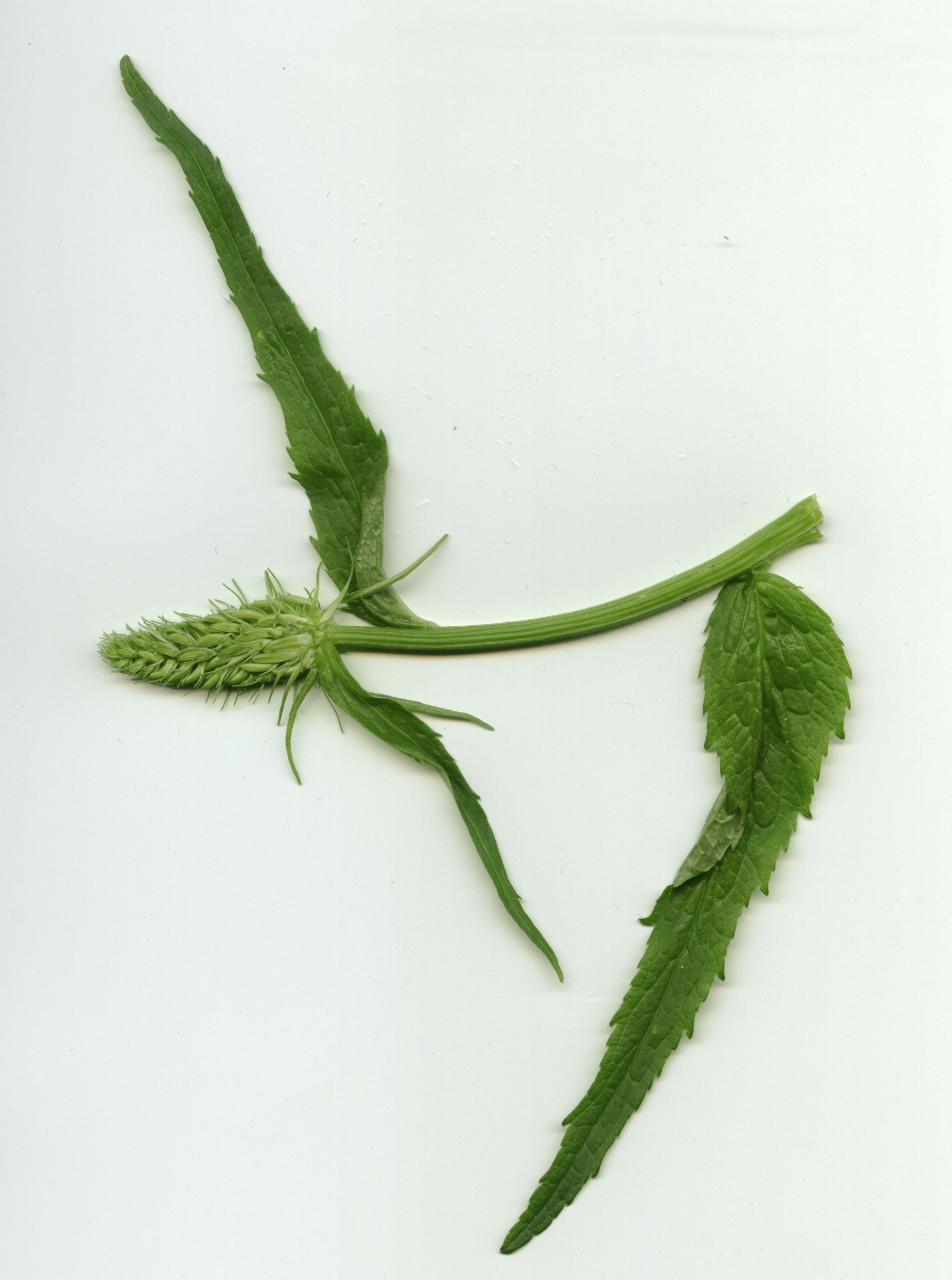
Junge Ähre und obere Blätter
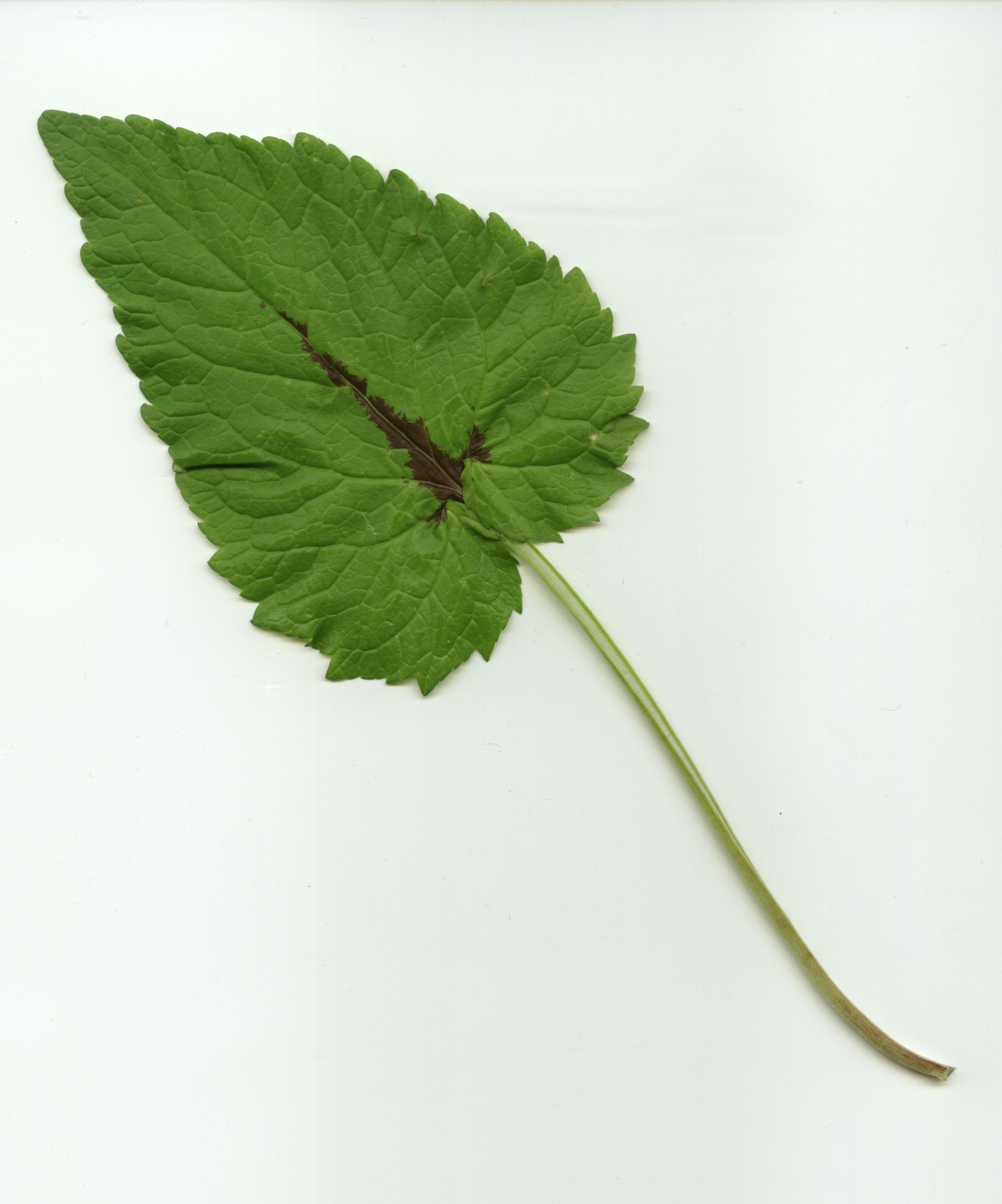
Gestieltes Laubblatt von oben

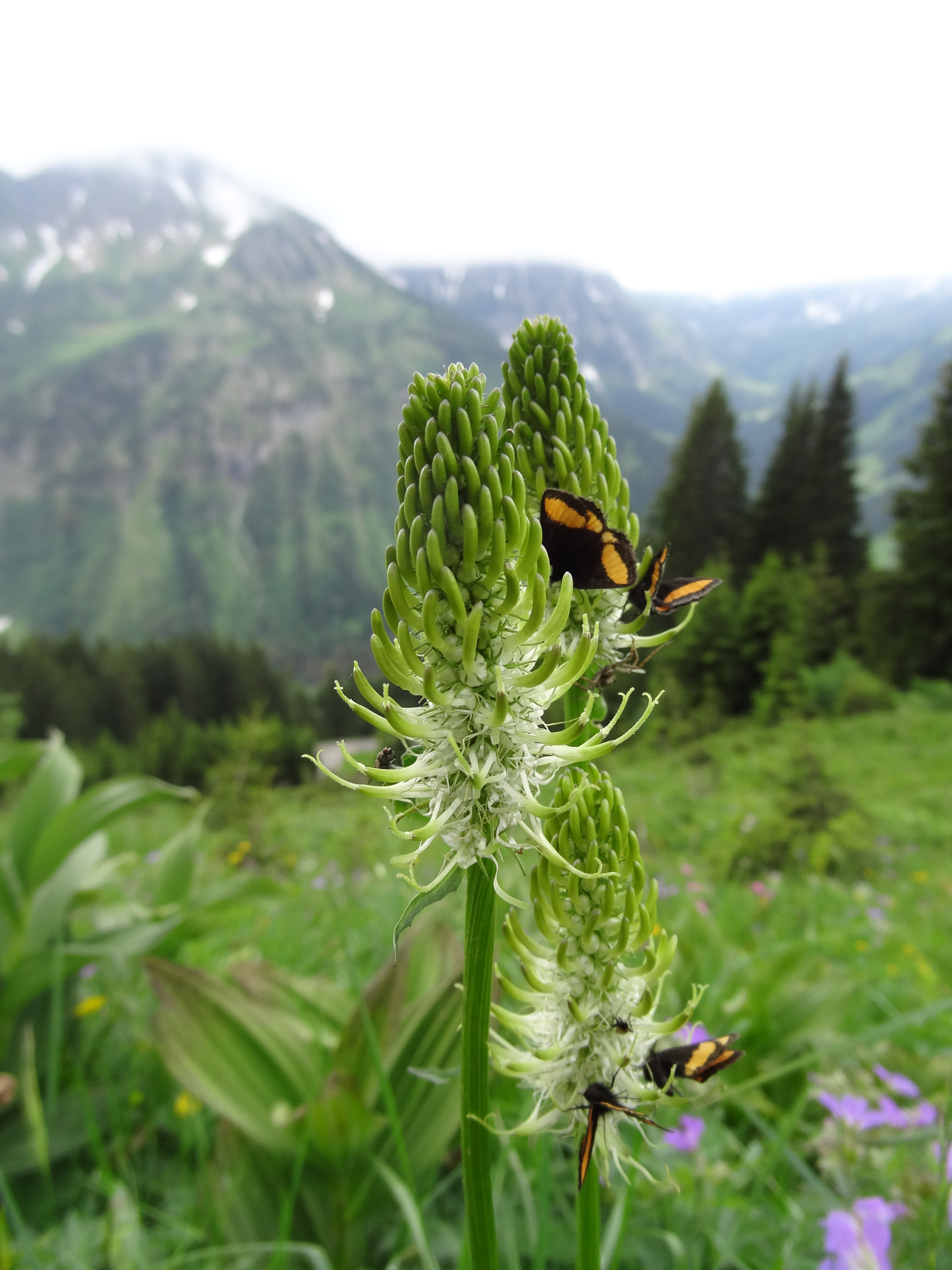
Blütenstände der Ährigen Teufelskralle (Phyteuma spicatum) mit Besuchern

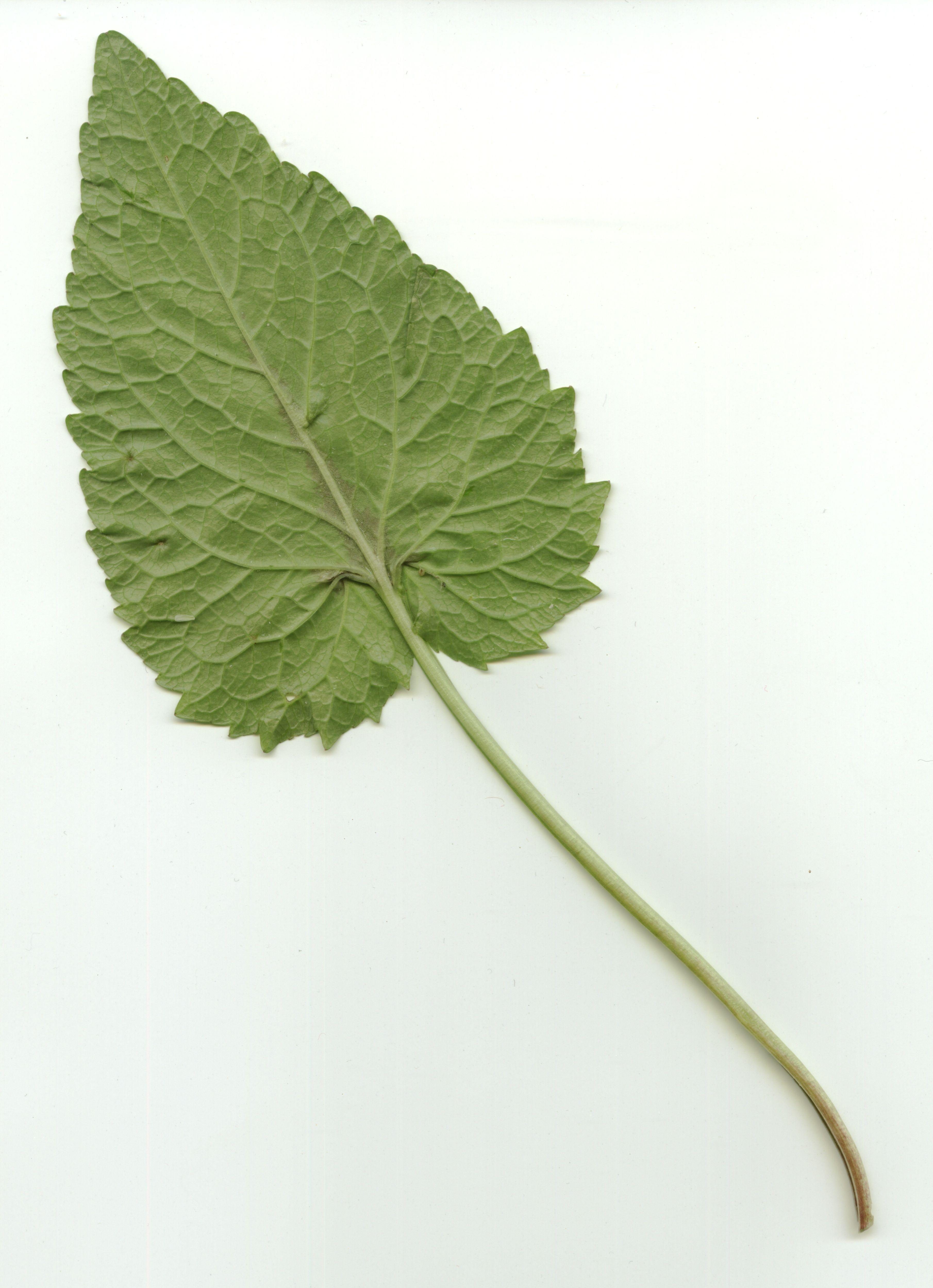
Gestieltes Laubblatt von unten

## Vorkommen
Das Verbreitungsgebiet der Art ist auf Europa beschränkt. Sie kommt in fast allen Ländern Europas vor und fehlt nur in Portugal, Irland, Island, Belarus, Moldau, Bulgarien, Nordmazedonien, Griechenland und in der Türkei. In Schweden und Finnland kommt sie nur eingeschleppt vor. In Österreich tritt die Art in allen Bundesländern mäßig häufig auf. In Deutschland ist sie verbreitet und nur im Nordwesten selten bis fehlend.
Die Ährige Teufelskralle kommt in frischen, lehmreichen Edellaubwäldern und auf Hochstaudenfluren vor. Sie ist eine Ordnungscharakterart des Fagetalia. Sie erreicht im Gebirge die submontane bis subalpine Höhenstufe in Höhenlagen von bis zu 2100 Metern. In den Allgäuer Alpen steigt sie am Gipfel des Schochen in Bayern in eine Höhenlage von bis zu 2000 Meter auf. Die ökologischen Zeigerwerte nach Landolt et al. 2010 sind in der Schweiz: Feuchtezahl F = 3 (mäßig feucht), Lichtzahl L = 2 (schattig), Reaktionszahl R = 3 (schwach sauer bis neutral), Temperaturzahl T = 3 (montan), Nährstoffzahl N = 3 (mäßig nährstoffarm bis mäßig nährstoffreich), Kontinentalitätszahl K = 2 (subozeanisch).

## Verwendung
Die jungen Blätter werden als Wildgemüse („Waldspinat“) gegessen. Ebenso sind die Wurzelrüben essbar; daher der Name Rapunzel. 

## Taxonomie und Systematik
Die Erstveröffentlichung von Phyteuma spicatum erfolgte durch Carl von Linné (als "spicata") in Species Plantarum Band 1 Seite 171. Das Epitheton "spicatum" mit der Bedeutung von "ährenförmig" hatte Linné aus Caspar Bauhins Pinax (1623), der sie als "Rapunculus spicatus" bezeichnete, übernommen, wohl weil sich der Blütenstand bei dieser Art im Abblühen besonders stark verlängert.

### HybridePhyteuma×adulterinum
Gelegentlich findet man die Hybride der Ährigen Teufelskralle (Phyteuma spicatum) mit der Schwarzen Teufelskralle (Phyteuma nigrum) = Phyteuma × adulterinum Wallr. Kennzeichen dieser Kreuzung sind die himmelblauen oder blaugrün überlaufenen Blüten. Die Form der Ähre variiert dabei von ei- bis länglich walzenförmig. Offenbar existieren auch stabilisierte Hybridschwärme, die in der Literatur als Phyteuma spicatum subsp. occidentale R.Schulz (Himmelblaue Teufelskralle) bezeichnet werden. Diese Hybride wächst oft unmittelbar zwischen den Elternarten und fällt dadurch leicht auf. Sie wurde in Österreich in Vorarlberg, Salzburg und Steiermark beobachtet, in Deutschland im Odenwald, Westerwald, in den Allgäuer Alpen und bei Rheine.

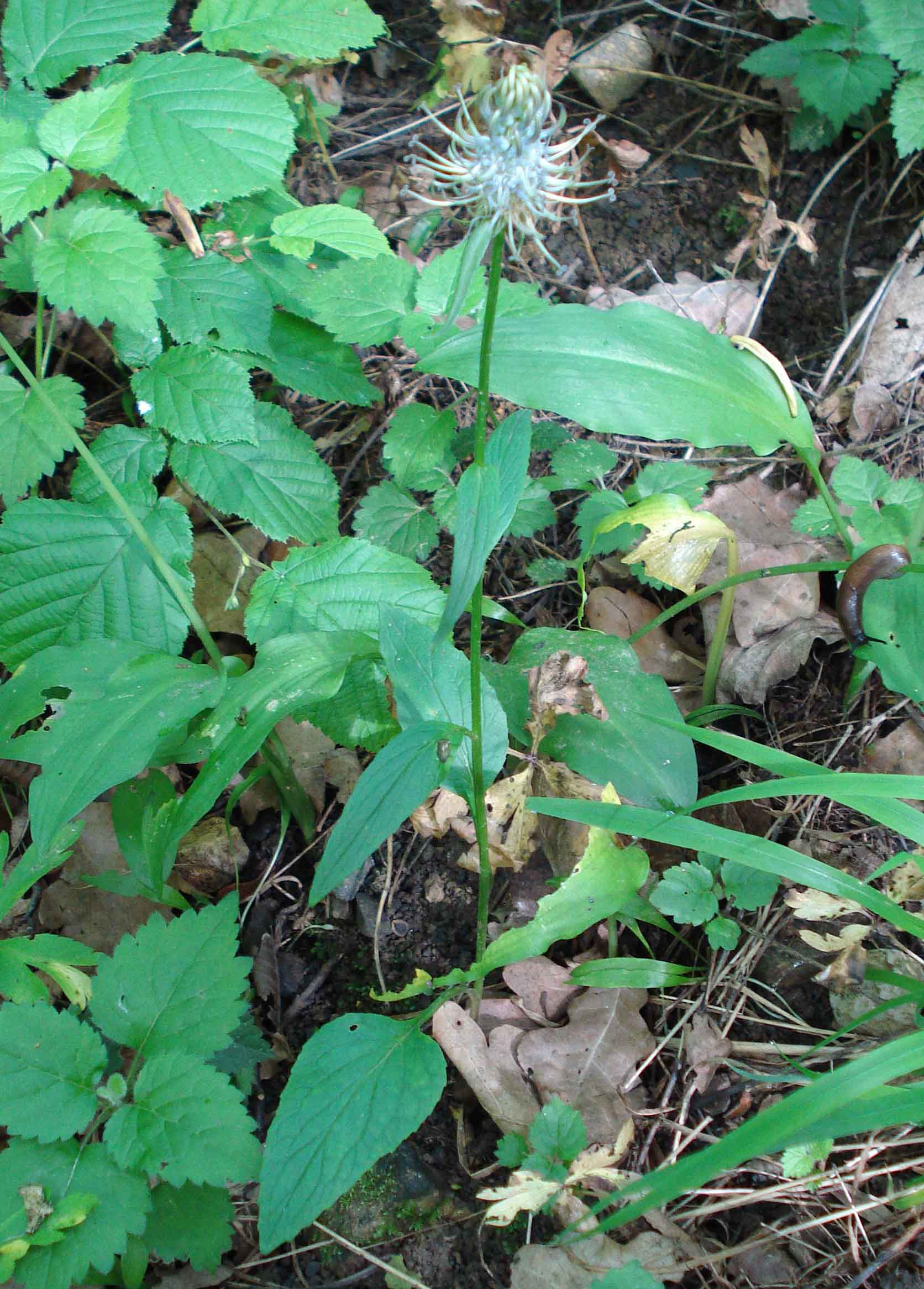
Habitus von Phyteuma × adulterinum
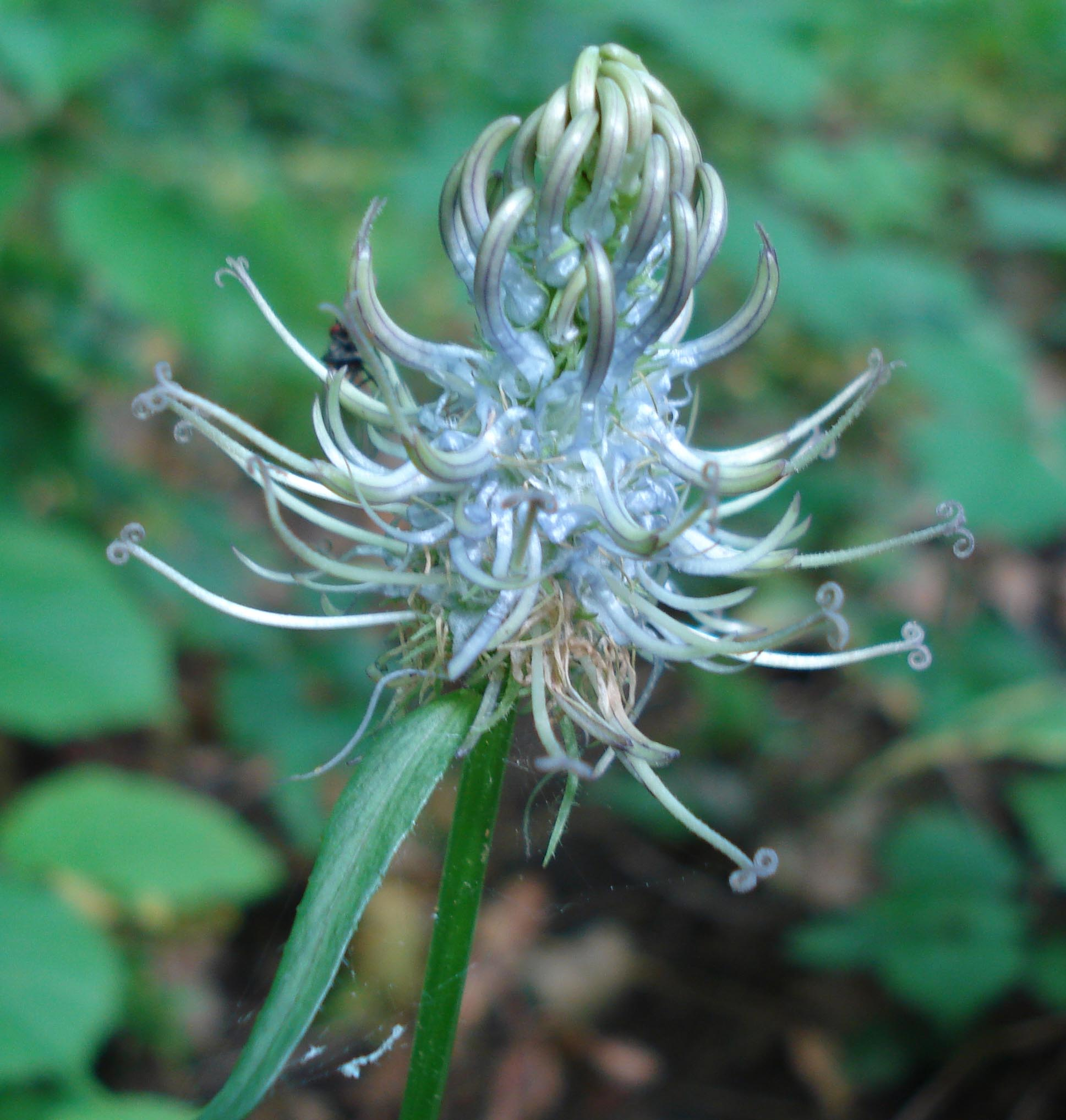
Phyteuma × adulterinum mit mehr eiförmigem Blütenstand
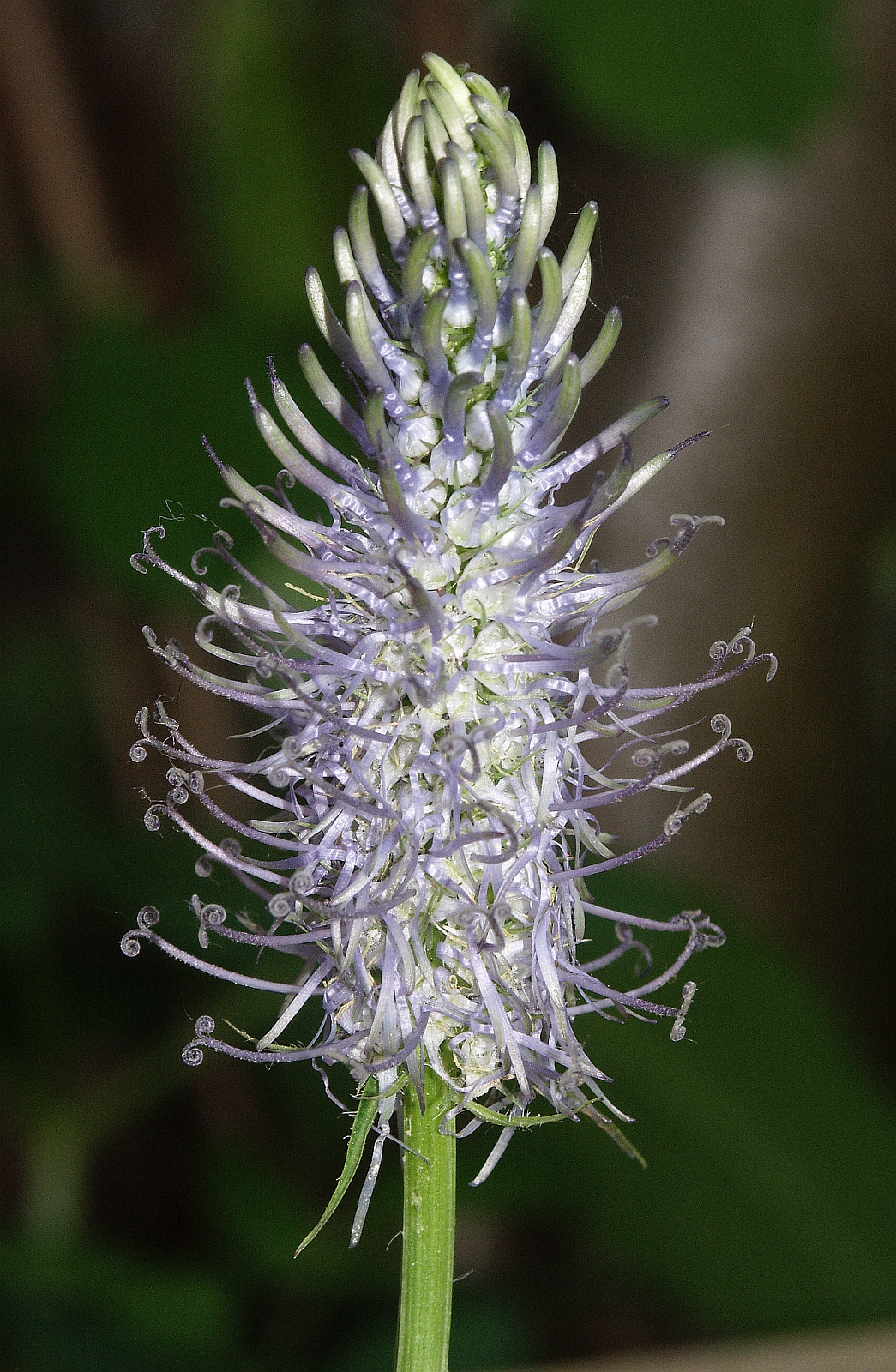
Phyteuma × adulterinum mit verlängertem Blütenstand